# Luis II de Loon
Luis II (n. c. 1170 - f. 29 o 30 de julio de 1218) fue conde de Loon entre finales del siglo XII y 1218. Era hijo de Gerardo de Loon, y Adelaida de Gelderland, hija de Enrique I de Güelders, e Inés de Arnstein, hija de Luis III de Arnstein. También afirmó ser el legítimo conde de Holanda durante la guerra de Loon (1203-1206). 
Hizo la guerra contra el duque Enrique I de Brabante por el condado de Moha y los derechos sobre Maastricht y Sint-Truiden. Tenía los derechos de ambas ciudades, porque era regente de Duras. Esto culminó en la decisiva batalla de Steps en 1213 en la que Luis se impuso. 
Luis se casó con Ada de Holanda, en 1203, después de que su padre Teodorico VII de Holanda muriera sin hijo varón rompiendo de esta manera la sucesión. Por este hecho, se enfrentaron con su tío Guillermo de Frisia, para defender su derecho hacía la herencia del condado de Holanda. A pesar de que su matrimonio con Luis para una protección adicional, fue hecha prisionera en Leiden y llevada primero a Texel y luego a Inglaterra. 
Luis buscó el apoyo de Hugo de Pierrepont, obispo de Lieja, a quien ayudó a ganar en la batalla de Steps en 1213. 
Luis fue envenenado en 1218. Fue sucedido como conde de Loon por su sobrino Luis III. 